# Ida Kerkovius
Ida Kerkovius (31 d'agost de 1879, Riga, Imperi Rus - 8 de juny de 1970, Stuttgart) va ser una pintora, teixidora de tapissos i vitrallera alemanya que va formar part del cercle d'avantguardistes d'Stuttgart i fou una de les representants més importants del modernisme clàssic a Alemanya.

## Biografia i obra artística
Ida Kerkovius va néixer en una família de terratinents i comerciants germanobàltics, a Riga, la quarta de dotze fills. Va passar l'infantesa a Gut Saadsen (avui a Letònia, a 60 km a l'est de Riga).

### Formació
Als divuit anys va començar la seva formació en una escola privada de pintura i dibuix de Riga. L'any 1899 va obtenir un diploma que l'autoritzava a ensenyar art. Inspirada per les obres d'un estudiant d'Adolf Hölzel, va decidir continuar els estudis a Dachau. El 1903 va fer un viatge educatiu a Itàlia i va visitar Venècia, Florència i Roma. Després va estudiar durant cinc mesos com a alumna d'Adolf Hölzel a la colònia d'artistes de Dachau. Aquest temps va ser molt formatiu per a ella, ja que és allà on va aprendre la visió plana ensenyada per Hölzel, amb la qual es pot traslladar la naturalesa tridimensional al llenç bidimensional. Després va tornar a Riga a petició dels seus pares.
El 1908, Kerkovius va poder estudiar a l'escola privada de pintura d'Adolf Mayer a Berlín, però al cap de poc temps es va adonar que els seus estudis de nu naturalista no li aportaven cap visió nova. Allà va conèixer la pintora Lily Hildebrandt, una de les seves grans amigues; gairebé deu anys després, totes dues es retratarien a Stuttgart. L'artista va anar a la Reial Acadèmia de Belles Arts de Württemberg, a Stuttgart, com a estudiant de màster d'Adolf Hölzel, que hi havia dirigit una escola de composició des de 1905. A partir de 1911, esdevinguda la seva ajudant, ensenyava a estudiants particulars que encara no havien estat admesos a l'acadèmia, entre els quals hi havia Johannes Itten, i els introduïa en el seu ensenyament. El 1911 va participar en una exposició a «Sturm»', de Herwarth Walden, a Berlín. El 1912 va veure per primera vegada obres de Vincent van Gogh, Paul Cézanne, i d'altres artistes cubistes, futuristes italians i pintors de Brücke en una exposició. I exposà una obra seva a l'anomenada Sala Expressionista d'Adolf Hölzel com a part de l'exposició d'art organitzada per l'Associació d'Amics de l'Art als països del Rin, a Stuttgart, el 1914.
En esclatar la Primera Guerra Mundial, va perdre la ciutadania alemanya i ja no pogué ensenyar a l'acadèmia; ho va fer al seu estudi privat, per a estudiants estrangers a qui se'ls denegava estudiar a l'acadèmia. En aquells anys, al 1916, va mostrar obra seva a Friburg, a l'exposició «Hölzel i el seu cercle», juntament amb Willi Baumeister, Oskar Schlemmer i Johannes Itten.

### Alumna de la Bauhaus
Al 1920 Kerkovius va decidir matricular-se a la Bauhaus de Weimar, on va estudiar fins al 1923. Hi va desenvolupar encara més la seva pintura i el seu art. Va assistir al curs preliminar amb Johannes Itten i Georg Muche, a les classes d'art amb Wassily Kandinsky i Paul Klee i va aprendre l'art de teixir a la classe de Gunta Stölzl. Després va tornar al seu estudi de Stuttgart i va desenvolupar una certa independència artística de Hölzel, de qui sempre va quedar amiga. El 1930 va fer la seva primera gran exposició individual a l'Associació Artística de Württemberg, a Stuttgart.

### «Art degenerat»
Els nacionalsocialistes van titllar les seves obres d'art degenerat, i el seu treball va ser restringit a partir de 1933, tot i que per mitjà de la seva amiga i deixebla Hanna Bekker vom Rath, pintora i galerista, aconseguí vendre obra seva. Entre 1934 i la Segona Guerra Mundial va viatjar a l'estranger durant llargs períodes a l'estiu, visitant Noruega, Bulgària i els seus germans a Riga. Els viatges la van inspirar per pintar paisatges. El 1939, la seva família d'origen alemany va ser reassentada a Polònia, a l'anomenada Warthegau, a causa de les disposicions del Tractat de Frontera i Amistat germano-soviètica. Moltes de les obres de Kerkovius es van perdre. Va treballar com a pintora solitària i es guanyava la vida teixint i ensenyant a teixir tapissos.
El seu estudi de Stuttgart es va incendiar completament en un atac amb bomba el març de 1944. Molts dels seus quadres i obres van ser destruïts, de manera que la seva obra abans de 1945 només es conserva parcialment.

### Vitralls
Després de 1945 va continuar treballant, viatjant molt i fent exposicions representatives i reeixides al país i a l'estranger. A la dècada de 1950 va ampliar la seva obra artística per incloure-hi el disseny i la creació de vitralls, destinades sobretot a institucions públiques. Entre altres peces, va crear les finestres de vidre de l'Ajuntament de Stuttgart l'any 1955 i les de la sala de pregària de la clínica universitària de Tübingen el 1958. A més de moltes pintures a l'oli, pastels i dibuixos, també va teixir una sèrie de catifes nuades importants durant aquest període i els següents.
Malgrat la disminució de la força i la salut a la dècada de 1960, el seu treball artístic va continuar fins ben entrada la vellesa. Després d'una llarga i greu malaltia, l'artista va morir als 91 anys a l'Hospital Bethesda de Stuttgart. La seva darrera pintura a l'oli, Bel Vue, va quedar inacabada. El lloc de descans final d'Ida Kerkovius és al Waldfriedhof Stuttgart.

## Reconeixements
Al llarg de la vida va rebre molts premis i reconeixements del món artístic, entre els qualsː
- El 1950 es va convertir en membre del Deutscher Künstlerbund [l'Associació d'Artistes Alemanys]
- 1953 Premi Estatal d'Arts i Oficis del Disseny de l'Estat de Baden-Württemberg
- 1954 Premi de la Creu Federal al Mèrit de Primera Classe.
- 1954 Membre d'honor del gremi d'artistes d'Esslingen am Neckar.
- 1955 Primer premi de l'exposició «Ischia im Bilde deutscher Maler» [Ischia en els quadres dels pintors alemanys].
- 1958 Atorgat el títol de professora per l'estat de Baden-Württemberg
- 1958 Nomenada membre honorària de la junta del Deutscher Künstlerbund [l'Associació d'Artistes Alemanys].La tomba d'Ida Kerkovius al Waldfriedhof Stuttgart

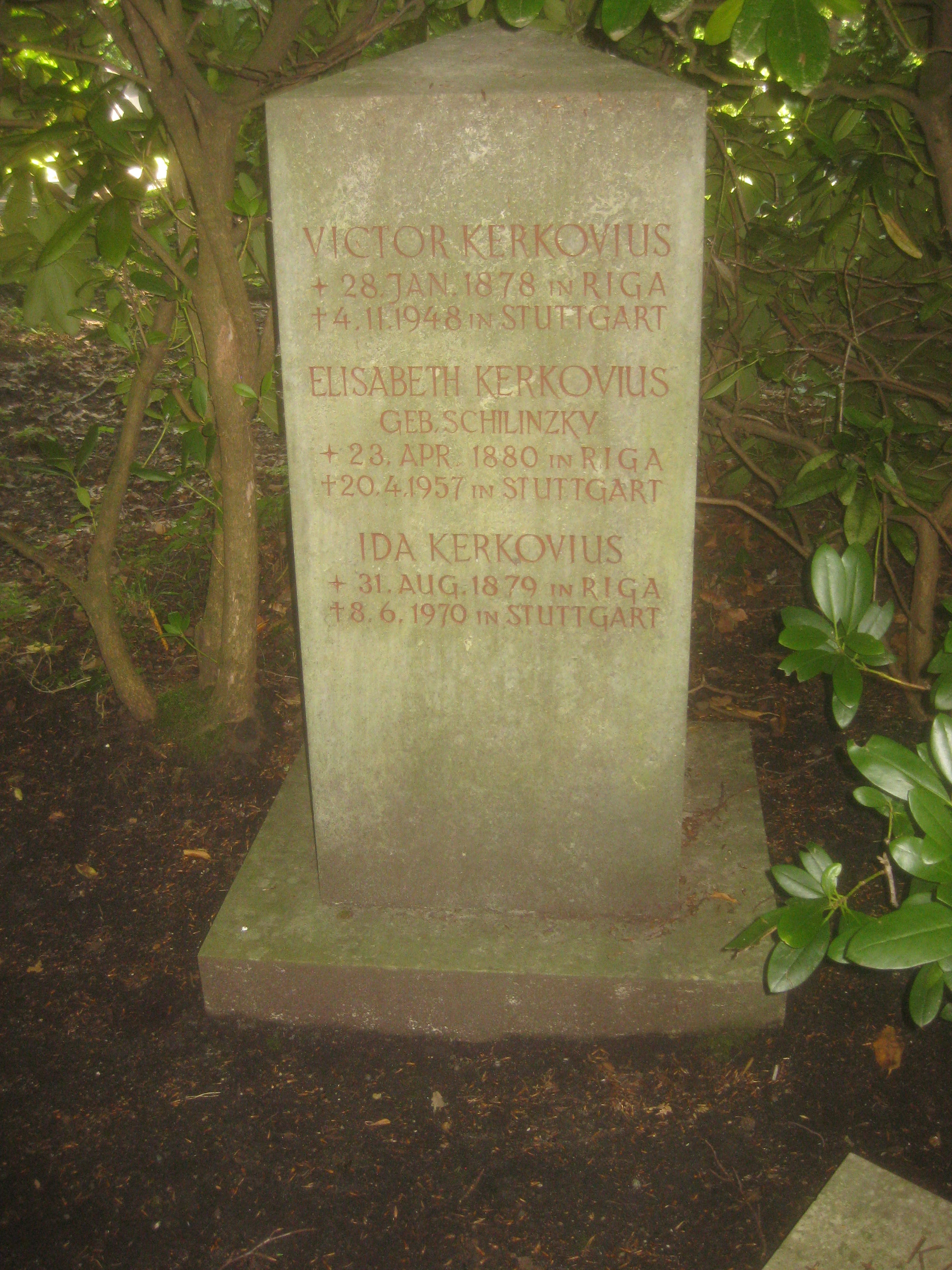
La tomba d'Ida Kerkovius al Waldfriedhof Stuttgart

- 1962 Nomenada membre honorària de l'Acadèmia Estatal de Belles Arts de Stuttgart i del Gremi d'Artistes d'Esslingen
- 1965 Titular de la placa del Consell Cultural d'Alemanya Oriental.
- Diversos carrers i places van rebre el nom d'Ida Kerkovius a Vaihingen (Stuttgart), Friburg im Breisgau, Dachau, Hattersheim am Main, Böblingen, Denkendorf (Württemberg) o Wolfsburg.[7]

Ida Kerkovius coneixia tothom i tothom la coneixia, en el món de l'art, però el reconeixement general va arribar quan la major part dels seus amics i amigues ja eren morts. Amb motiu del seu 80è aniversari, l'estiu de 1959, es va fer una gran retrospectiva al Württembergischer Kunstverein [l'Associació d'Art de Württemberg] que va donar pas a l'interès mediàtic per la seva obra.

## Exposicions: una selecció
- 1911 Berlín (a “Sturm” amb Herbert Walden), Munic, Metz, Colònia
- 1916 Associació d'Art de Friburg (Hoelzel i el seu cercle )
- 1924 Stuttgart, Secessió de Stuttgart, Berlín, gran exposició d'art
- 1925 Berlín, grup de novembre
- 1926 Stuttgart, Secessió de Stuttgart
- 1930, 1954, 1959, 1969 Stuttgart, Associació d'Art de Württemberg
- 1948, 1955, 1962, 1963, 1971, 1972, 1974/5, 1985, 1988, 1990, 1995 Frankfurt/M., Gabinet d'art de Frankfurt Hanna Bekker vom Rath
- 1952 Associació d'Art de Friburg
- 1959 retrospectiva de l'Associació d'Art de Württemberg
- 1960 Associació d'Art d'Oldenburg
- 1962/3 Atenes, Salónica, El Caire, Beirut (en els instituts culturals alemanys)
- 1963 Associació d'Art de Salzburg
- 1964 Stuttgart, Galerie Maercklin
- 1964 Wiesbaden, Museu Municipal, Associació d'Art de Nassau
- 1966 Oslo, Kunstnernes Hus
- 1971 Colònia, Galerie Lempertz Contempora
- 1973 Associació d'Art de Heidelberg
- 1979 Düsseldorf, Galerie Vömel
- 1980/1, Munic, Galerie Thomas
- 1987/8 Stuttgart, Galerie Adriana (Ida Kerkovius, 30 obres inèdites)
- 1990 Friedrichshafen, Bodenseemuseum Museu Municipal del Llac de Constança
- 1998 Böblingen, Ida Kerkovius, (La màgia dels colors )
- 1998/9 Hofheim/Ts City Museum; Mönchengladbach, Museu Municipal del Castell de Rheydt; Sondershausen, Museu del Castell, (Ida Kerkovius, (1879–1970) catifes i dissenys)
- 2001 Riga, Arzemju Makslas muzejs i Regensburg, Museum Ostdeutsche Galerie (retrospectiva)
- 2014 Chemnitz Art Collections (El meu món és color)[8]
- 2017 Engen, Museu Municipal, (Ida Kerkovius. Al cor del color)[9] Després al Museu de la Ciutat de Hofheim am Taunus.[10]
- 2019 Apolda, Kunsthaus (Ida Kerkovius - Un artista de la Bauhaus)
- 2020 Stuttgart, Staatsgalerie (Ida Kerkovius – El món sencer és color)[11]
- 2024 City Museum Hofheim am Taunus (La meva estimada Hanna!)